# Groenlo
Groenlo är en stad i kommunen Oost Gelre i provinsen Gelderland i Nederländerna. Staden totala area är 9,41 km², och invånarantalet är på 10 062 invånare (2007). Staden kallades tidigare Grolle. Staden är hemort för bryggeriet Grolsch.